# Karla Karch
Karla Rae Karch, coniugata Gailus (Vancouver, 26 agosto 1964), è un'ex cestista canadese.

## Carriera
Con il Canada ha disputato due edizioni dei Giochi olimpici (Atlanta 1996, Sydney 2000), due dei Campionati mondiali (1990, 1994) e tre dei Campionati americani (1993, 1995, 1999).